# NEWZ 112E
NEWZ 112E (seria ET42) – normalnotorowa dwuczłonowa towarowa lokomotywa elektryczna produkowana w latach 1978–1982 w radzieckich zakładach NEWZ w liczbie 50 sztuk specjalnie dla Polskich Kolei Państwowych.
Żargonowo nazywana Ruskiem, Czapajewem bądź łodzią podwodną.

## Historia

### Geneza

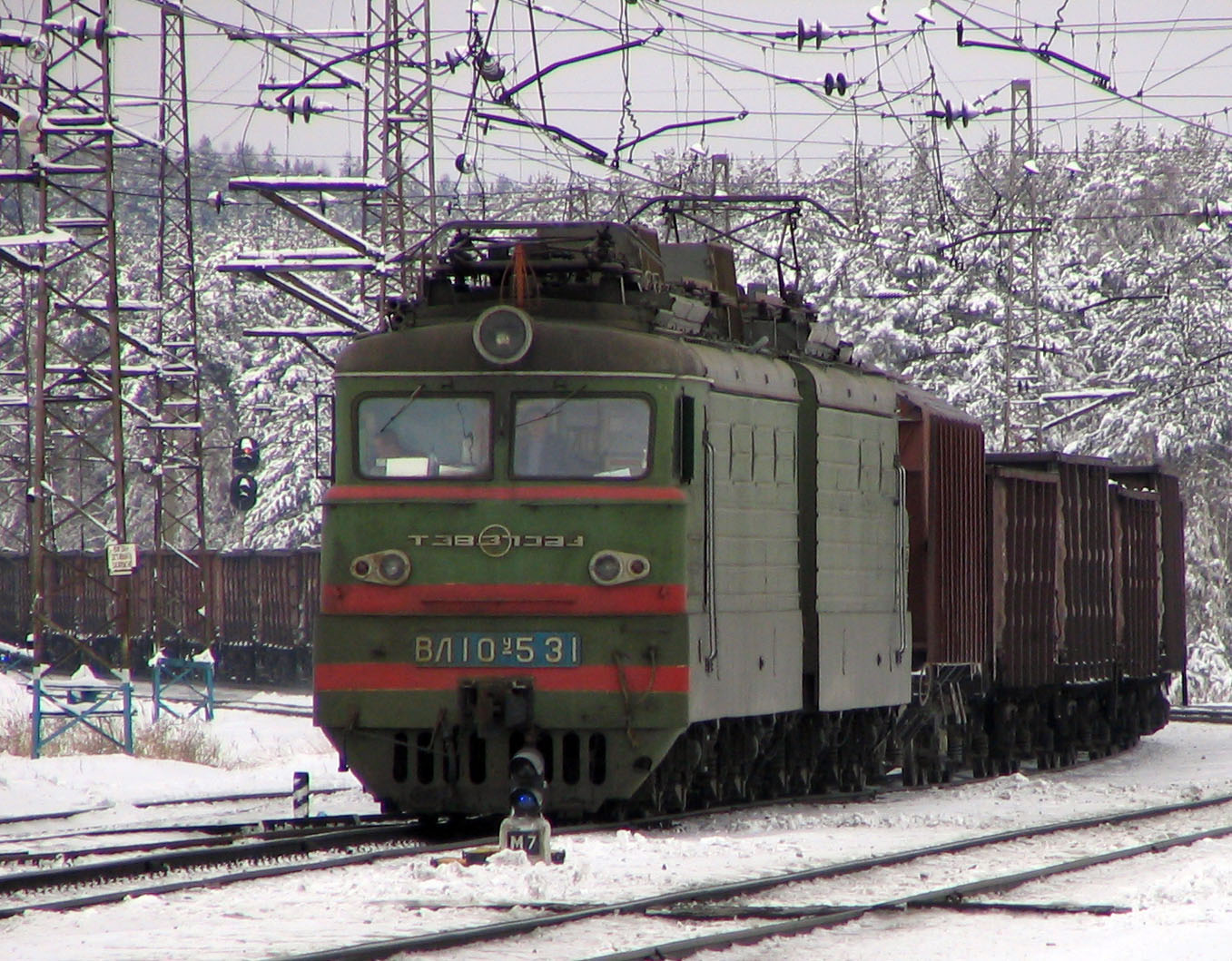
Rosyjska lokomotywa ВЛ10 (WŁ10) – pierwowzór ET42

W 1969 ukończono elektryfikację magistrali węglowej między Górnym Śląskiem a Gdańskiem, co spowodowało możliwość prowadzenia pociągów towarowych lokomotywami elektrycznymi ze Śląska aż do portów bałtyckich. Jednakże PKP nie miały w swoim taborze odpowiednio silnych lokomotyw, które mogłyby obsługiwać coraz cięższe pociągi na tej trasie. Początkowo trasa ta była obsługiwana przez lokomotywy ET21 w trakcji wielokrotnej. Powodowało to jednak braki w lokomotywach. Na początku lat 70. zamówiono więc niezależnie u dwóch dostawców silniejsze lokomotywy dwuczłonowe: w Czechosłowacji (ET40) oraz w radzieckich Nowoczerkaskich Zakładach Budowy Elektrowozów (ET42). Pierwotnie lokomotywy radzieckie miały otrzymać oznaczenie ET41, lecz ich dostawa się przeciągnęła i oznaczenie to otrzymała nowa lokomotywa ET41 skonstruowana w Polsce na podstawie lokomotywy EU07.

### Projekt i budowa
Podczas projektowania ET42 oparto się na konstrukcji szerokotorowych elektrowozów WŁ10 (ВЛ10) i WŁ11 (ВЛ11). Pierwsze ET42 rozpoczęły służbę na PKP w maju 1978 roku, a ostatnie na wiosnę 1982. Wyprodukowano 50 sztuk tych lokomotyw, wyłącznie dla Polski. W grudniu 2005 ZNTK Poznań przedstawiły projekt modernizacji tej lokomotywy do serii ET42M, ale ostatecznie do niej nie doszło.

## Konstrukcja
Konstrukcja lokomotywy wzorowana jest na elektrowozach WŁ10 (ВЛ10) i WŁ11 (ВЛ11) kolei radzieckich i charakteryzuje się prostą budową, łatwością eksploatacji oraz niezawodnością. ET42 od początku została zaprojektowana jako dwuczłonowa, w przeciwieństwie do pozostałych lokomotyw dwuczłonowych eksploatowanych przez PKP, jak ET41 oraz ET40. Silne powiązanie obwodów elektrycznych pomiędzy członami umożliwia pełną współpracę między nimi, np. łączenie w szereg wszystkich silników z różnych członów. W ten sposób lokomotywą ET42 można ruszyć bardzo ciężki pociąg lub jechać powoli bez uciekania się do stratnej jazdy oporowej. ET42 jest wyposażona w sprzęg do ogrzewania wagonów, co pozwala prowadzić nią również pociągi osobowe.
Lokomotywa ma pięć pozycji osłabienia wzbudzenia (od 83% do 36% pełnego pola) co pozwala na wysoką prędkość na szlaku po rozpędzeniu składu.

## Eksploatacja

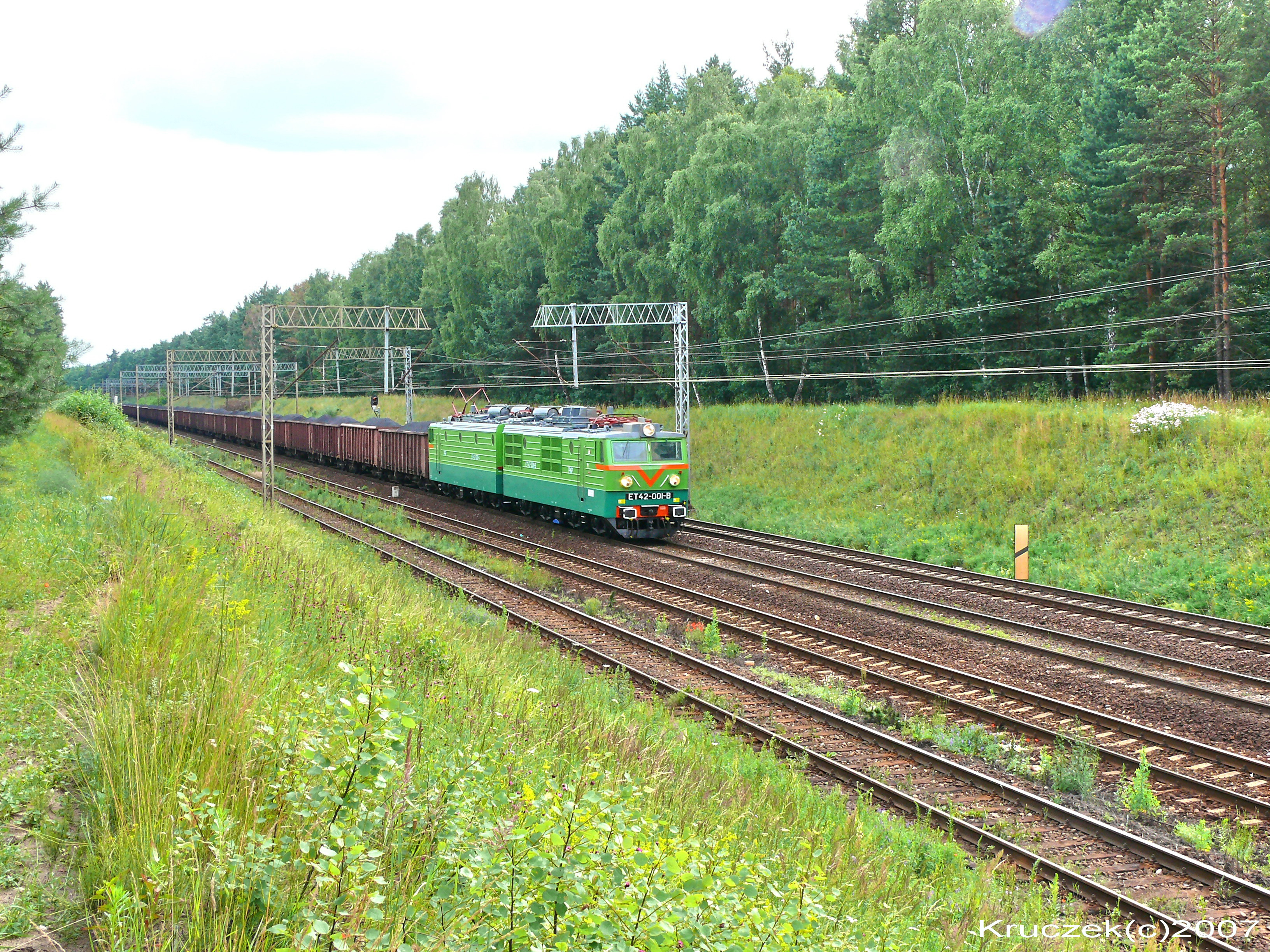
ET42-001 (2006)

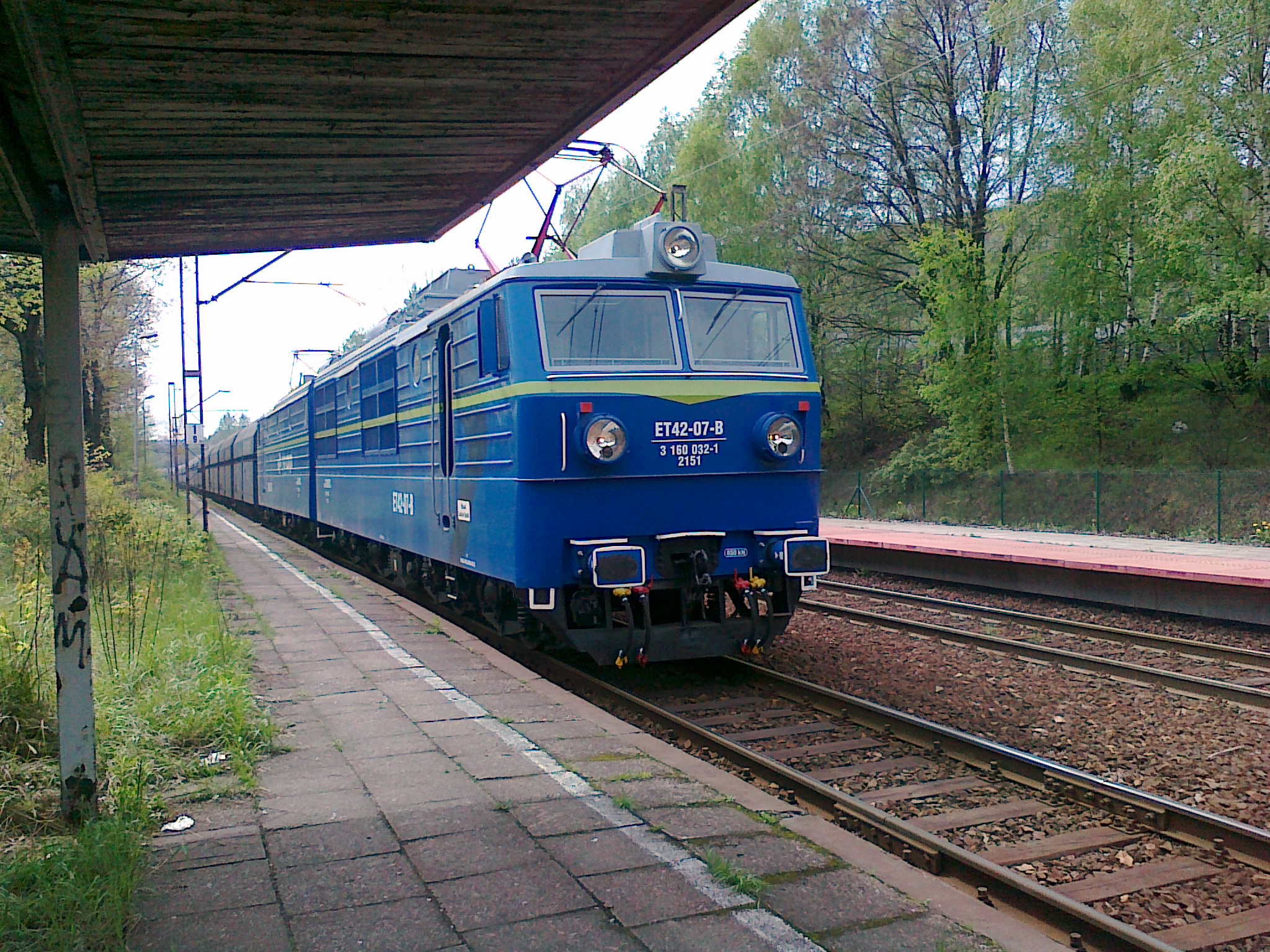
ET42-07 (2013)

W latach 1978–1982 zakupiono 50 lokomotyw ET42. 1 stycznia 1979 roku na stanie były 3 lokomotywy, 1 stycznia 1980 – 9, a zasadnicze dostawy nastąpiły w 1980 i 1981 roku. Cała seria została przydzielona do lokomotywowni Zduńska Wola Karsznice i należała do zakładu taboru w Łodzi. Głównym przeznaczeniem ET42 była obsługa najcięższych pociągów węglowych na liniach wiodących ze Śląska do portów w Gdańsku i Gdyni. Były to najsilniejsze, a przy tym najmniej zawodne lokomotywy eksploatowane przez PKP.
Cztery lokomotywy uległy wypadkom (ET42-003, ET42-045, ET42-043, ET42-033) i zostały skreślone z ewidencji PKP. Pozostałe pracowały do końca na sieci PKP. Z początkiem 2009 roku cała seria ET42 licząca 46 pojazdów, podobnie jak ET40, została przekazana do rezerwy długoterminowej w Karsznicach.
Od czerwca 2011 pojazdy ET42 były sukcesywnie przywracane do ruchu. Wszystkie zostały przekazane do Zakładu Taboru Tarnowskie Góry.